# 胡德林 (清朝)
胡德林（1728年？—?），字書巢，一字碧腴。廣西桂林人。
袁枚堂妹袁傑的夫婿。雍正六年（1728年）前後出生。祖籍安徽休寧，遷居臨桂（今廣西桂林）。性喜讀書、藏書，未嘗一日廢卷。乾隆十二年（1747年）舉人，乾隆十七年（1752年）進士，歷任四川什邡知縣、簡州知州。曾任山東歷城縣知縣，官至濟南知府，乾隆三十六年（1771年）主修《歷城縣志》。乾隆三十七年，因太監高雲從泄密案被革職。乾隆四十二年（1777年）以捐官出任萊州。宦海生涯曾三次被革職，又三次捐官。晚年執教於曹州書院，未及補官而卒。著有《碧腴齋詩存》八卷。